# 万世魔星
《萬世魔星》（英語：Monty Python's Life of Brian），又譯《布莱恩的一生》（Life of Brian），是一部1979年的英国喜剧电影。由英国幽默团体蒙提·派森编剧及出演，导演为特里·琼斯，可說是惡搞喜劇的開先鋒之作，中譯片名嘲諷了1973年的宗教歌舞片《萬世巨星》。
电影讲述了与耶稣生于同日且隔壁的布莱恩·科恩（Brian Cohen），后被众人认作弥赛亚的故事。

## 剧情
“哦，多么有趣啊，这部电影在挪威被禁了 我先啰唆一句 本电影可能包含引起不适的桥段，请稍微了解之后在观看”        -电影副标题
布莱恩·科恩出生于耶稣诞生的羊圈隔壁，这使前来赞美犹太之主的三贤人一开始走错了地方。之后布莱恩成长成为了一个理想主义的青年，不满当时罗马帝國对犹太人土地的侵占。在聆听耶稣山上宝训时，他对一个美丽的反抗组织成员朱迪思（Judith）一见钟情。怀着对她的爱慕和对罗马人的不满，他加入了犹太人民阵线——当时的众多反抗组织之一。事实上，这些组织比起反抗罗马人更热衷于互相争斗。
在几次失败的行动之后，为了逃出羅馬總督本丟·彼拉多之手，布莱恩躲入了一排在广场上发表各自预言的先知的行列。为了迷惑追捕他的官兵，布莱恩也发表了一通似是而非的演讲。他的胡言乱语竟意外地吸引了一些好奇的听众。当摆脱官兵之后，布莱恩意欲离去，却引发了人群的追随。甚至他的无意之举，也被认定是真正的奇迹。他最终摆脱人群，巧遇朱迪思，并与之共度春宵。第二天早上，当他打开窗门，发现房前站满了人群，欢呼他为弥赛亚。布莱恩试图解释，却无法改变众人的想法，他的每个语言每个行为都被奉为真理。
可怜的布莱恩即使逃到了人民阵线总部也无法幸免，人们纷纷向他展示病体以期他能妙手回春。当他终于从后门逃脱却又落入罗马人之手，并被安排钉上十字架。于此同时民众们在彼拉多的總督府宫殿外的广场聚集。彼拉多试图通过赦免由人群提名的囚徒，来安抚人们的革命热情。但人群却只是随意的喊出一些包含R发音的名字，以取笑彼拉多的口音。这时朱迪思及时出现在了人群之中，喊出了布莱恩的名字。所有人也随之附和，於是彼拉多答应释放布莱恩。
释放布莱恩的命令最终传达到了行刑的官兵这里，但所有被钉上十字架的人都号称自己是拿撒勒的布莱恩（包括一个人喊道我和我老婆都是布莱恩）。最终另一个人被错误的释放了。之后，众多解救布莱恩的机会也被浪费了，他的盟友们（包括朱迪思和他的母亲）纷纷前来解释他们为何只能任由这位“高尚的自由斗士”暴尸荒野。最终，在痛苦而漫长的死亡过程中，布莱恩的精神与其他苦难的受刑者们一起升华，并共同唱起了《要看到生活中光明的一面》（Always Look on the Bright Side of Life）。